# STAU2
STAU2‏ (Staufen double-stranded RNA binding protein 2) هوَ بروتين يُشَفر بواسطة جين STAU2 في الإنسان.